# Stephen Charles Donnellan
Stephen Charles Donnellan (* 18. November 1954) ist ein australischer Evolutionsbiologe, der sich vornehmlich mit der Herpetologie und der Genetik befasst. 

## Leben
Donnellan erwarb 1976 den Bachelor of Science in Genetik von der University of New South Wales in Sydney. 1979 begann er sein Doktoratsstudium an der Macquarie University in Sydney, wo er im März 1985 mit der Dissertation Chromosome evolution in scincid lizards zum Ph.D. promoviert wurde.
Anschließend war er drei Jahre lang in Zusammenarbeit mit Peter R. Baverstock und Mark Adams an einem evolutionsbiologischen Projekt tätig, das vom Australian Research Council finanziert wurde. Dieses konzentrierte sich auf die Erforschung der Evolutionsgeschichte der australischen Eidechsen und führte zu einer umfassenden Sammlung von Reptilien- und Froschgewebe aus Australien und Neuguinea. Seit April 1985 ist er Leiter der biologischen Abteilung am South Australian Museum, wo er das erste DNA-Labor aufgebaut hatte. Im Januar 1992 wurde er außerordentlicher Professor an der University of Adelaide. 
Donnellans Forschungsschwerpunkte umfassen die Molekulargenetik, die Zytogenetik, die Populationsgenetik, die Tiertaxonomie, die Evolutionsbiologie und die Meeresfischerei.
Sein Fachgebiet liegt im Bereich der Laborforschung, während sein zentrales Interesse den Museumssammlungen gilt. Durch umfangreiche Feldforschung in Australien, Japan, Indonesien, Papua-Neuguinea, den Salomonen und Vanuatu hat er maßgeblich zu nationalen Museumssammlungen beigetragen. Hierbei wurde er nicht nur durch die wissenschaftlichen Entdeckungen geprägt, sondern auch durch die Zeit, die er in den Dörfern in Papua-Neuguinea verbracht hatte. Diese Aufenthalte ermöglichten eine enge Zusammenarbeit mit den dortigen Gemeinschaften und trugen dazu bei, ein umfassenderes Verständnis der Biodiversität dieser Insel zu entwickeln.
Er befasst sich mit Viren, Krankheitsbakterien und Pilzen, Parasiten, Pflanzen und den meisten der größeren Tiergruppen. Ein Großteil seiner Fachpublikationen bezieht sich auf Wirbeltiere, insbesondere Frösche und Reptilien. Sein technisches Fachwissen liegt in der Molekulargenetik, die sich als sehr nützlich für die Forensik von Wildtieren, das Management natürlicher Ressourcen, die Biologie invasiver Arten, die Genomik und die Systematik (Benennung und Klassifizierung von Arten) erwiesen hat.
Donnellan ist Mitglied der Genetics Society of AustralAsia, der Australian Society of Herpetologists und der Society of Australian Systematic Biologists.

## Dedikationsnamen
Richard Walter Wells und Cliff Ross Wellington benannten 1985 die Skinkart Acritoscincus donnellani nach Stephen Donnellan, die heute als Synonym für die Art Acritoscincus platynotus (Peters, 1881) gilt.

## Erstbeschreibungen von Stephen Donnellan
- Pseudemoia cryodroma Hutchinson & Donnellan, 1992
- Vandijkophrynus Frost, Grant, Faivovich, Bain, Haas, Haddad, de Sá, Channing, Wilkinson, Donnellan et al., 2006
- Duttaphrynus Frost, Grant, Faivovich, Bain, Haas, Haddad, de Sá, Channing, Wilkinson, Donnellan et al., 2006
- Litoria aplini Richards & Donnellan, 2020
- Ranoidea jungguy (Donnellan & Mahony, 2004)
- Pseudemoia rawlinsoni (Hutchinson & Donnellan, 1988)
- Poyntonophrynus Frost, Grant, Faivovich, Bain, Haas, Haddad, de Sá, Channing, Wilkinson, Donnellan et al., 2006
- Feihyla Frost, Grant, Faivovich, Bain, Haas, Haddad, de Sá, Channing, Wilkinson, Donnellan et al., 2006
- Ingerophrynus Frost, Grant, Faivovich, Bain, Haas, Haddad, de Sá, Channing, Wilkinson, Donnellan et al., 2006
- Nyctimystes pterodactyla (Oliver, Richards & Donnellan, 2019)
- Egernia cygnitos Doughty, Kealley & Donnellan, 2011
- Litoria naispela Richards, Donnellan & Oliver, 2023
- Litoria vivissimia Oliver, Richards & Donnellan, 2019
- Egernia eos Doughty, Kealley & Donnellan, 2011
- Litoria daraiensis Richards, Donnellan & Oliver, 2023
- Eremiascincus musivus Mecke, Doughty & Donnellan, 2009
- Lerista emmotti Ingram, Couper & Donnellan, 1993
- Litoria gracilis Richards, Donnellan & Oliver, 2023
- Varanus semotus Weijola, Donnellan & Lindqvist, 2016
- Egernia epsisolus Doughty, Kealley & Donnellan, 2011
- Mixophyes hihihorlo Donnellan, Mahony & Davies, 1990
- Pseudophryne robinsoni Donnellan, Mahony & Bertozzi, 2012
- Eremiascincus phantasmus Mecke, Doughty & Donnellan, 2013
- Pygopus steelescotti James, Donnellan & Hutchinson, 2001
- Mixophyes coggeri Mahony, Donnellan, Richards & McDonald, 2006
- Philoria richmondensis Knowles, Mahony, Armstrong & Donnellan, 2004
- Gehyra pulingka Hutchinson, Sistrom, Donnellan & Hutchinson, 2014
- Crinia flindersensis Donnellan, Anstis, Price & Wheaton, 2012
- Gehyra moritzi Hutchinson, Sistrom, Donnellan & Hutchinson, 2014
- Ranoidea daviesae (Mahony, Knowles, Foster & Donnellan, 2001)
- Liopholis guthega (Donnellan, Hutchinson, Dempsey & Osborne, 2002)
- Philoria pughi Knowles, Mahony, Armstrong & Donnellan, 2004
- Gehyra versicolor Hutchinson, Sistrom, Donnellan & Hutchinson, 2014
- Varanus sparnus Doughty, Kealley, Fitch & Donnellan, 2014
- Liopholis montana (Donnellan, Hutchinson, Dempsey & Osborne, 2002)
- Oxyuranus temporalis Doughty, Maryan, Donnellan & Hutchinson, 2007
- Mixophyes carbinensis Mahony, Donnellan, Richards & McDonald, 2006
- Litoria watsoni Mahony, Moses, Mahony, Lemckert & Donnellan, 2020
- Gehyra multiporosa Doughty, Palmer, Sistrom, Bauer & Donnellan, 2012
- Gehyra spheniscus Doughty, Palmer, Sistrom, Bauer & Donnellan, 2012
- Ctenotus superciliaris Rabosky, Hutchinson, Donnellan, Talaba & Lovette, 2014
- Litoria mira Rittmeyer, Torkkola, Donnellan, Dahl, Richards & Oliver, 2021
- Antaresia papuensis Esquerré, Donnellan, Pavón-Vázquez, Fenker & Keogh, 2021
- Ranoidea occidentalis (Anstis, Price, Roberts, Catalano, Hines, Doughty & Donnellan, 2016)
- Litoria balatus Rowley, Mahony, Hines, Myers, Price, Shea & Donnellan, 2021
- Litoria quiritatus Rowley, Mahony, Hines, Myers, Price, Shea & Donnellan, 2021
- Assa wollumbin Mahony, Hines, Mahony, Moses, Catalano, Myers & Donnellan, 2021
- Varanus citrinus Pavón-Vázquez, Esquerré, Fitch, Maryan, Doughty, Donnellan & Keogh, 2022
- Mixophyes australis Mahony, Bertozzi, Guzinski, Hines, and Donnellan, 2023
- Litoria eungellensis Price, Hoskin, Mahony & Donnellan , 2025